# Universiteit van Washington
De Universiteit van Washington is een openbare universiteit in Seattle, Washington, Verenigde Staten. De universiteit is opgericht in 1861. Het is de grootste universiteit van de Noordwestelijke Verenigde Staten, en de oudste openbare universiteit aan de westkust.

## Locaties
De universiteit kent drie locaties. De hoofdlocatie is in Seattle's University District. De andere twee zijn in Tacoma en Bothell.

## Geschiedenis

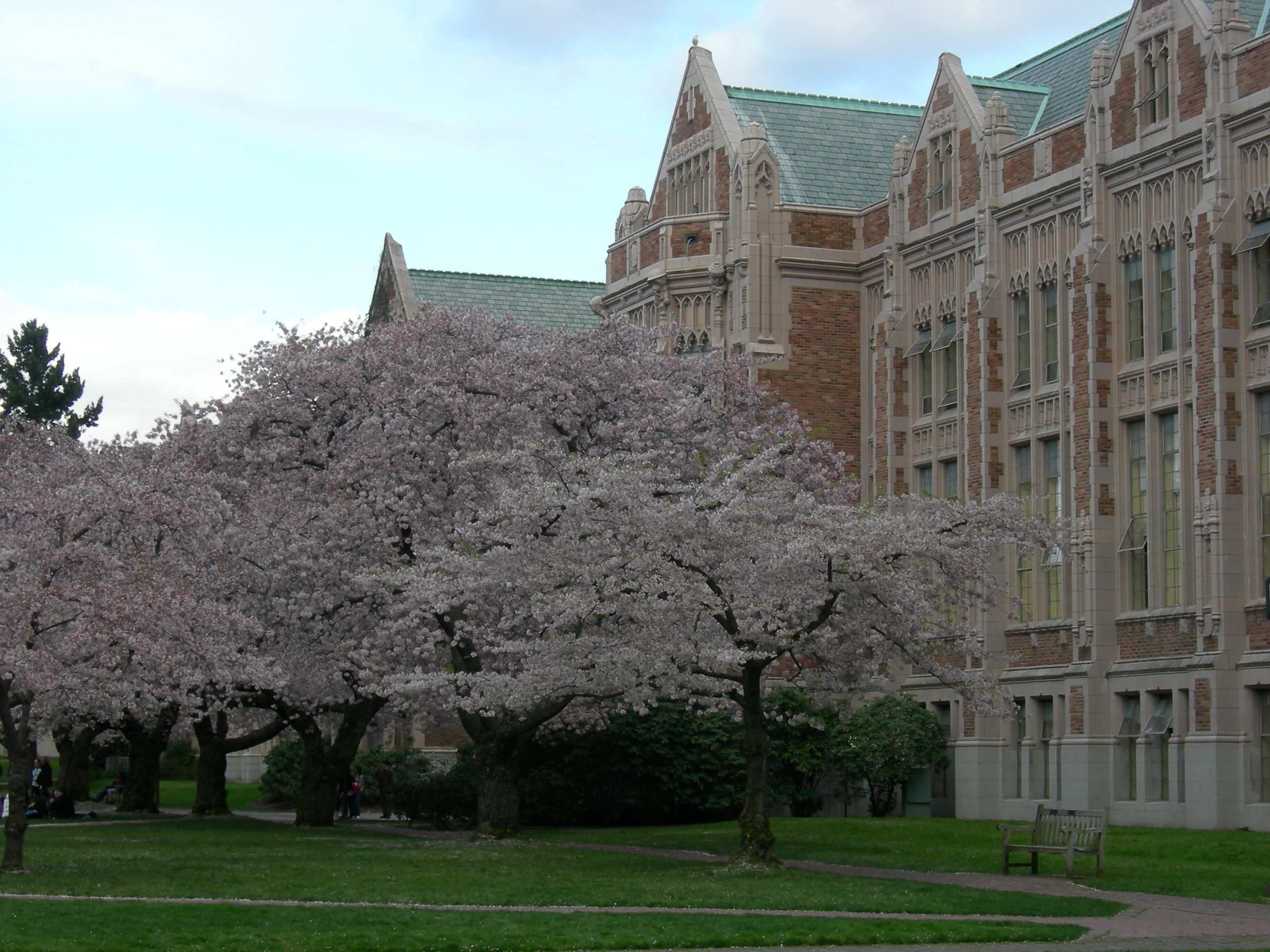
Bloesems van de kerselaar op de campus in Seattle

De stad Seattle was een van de eerste nederzettingen die werd gebouwd in de staat Washington tussen het midden en einde van de 19e eeuw. Gouverneur Isaac Stevens gaf in 1854 het bevel tot oprichting van een universiteit in Washington. Enkele prominente inwoners van Seattle, onder leiding van predikter Daniel Bagley, zagen hierin de mogelijkheid om Seattle op de kaart te zetten. Ze konden de gouverneur overtuigen de universiteit in Seattle te bouwen.
De universiteit werd officieel geopend op 4 november 1861. De beginjaren waren zwaar voor de nieuwe universiteit, en driemaal moest de universiteit tijdelijk sluiten: in 1863 vanwege gebrek aan studenten en in 1867 en 1876 door gebrek aan subsidie. In 1876 was het Clara Antoinette McCarty Wilt die als eerste student afstudeerde aan de universiteit. Ze haalde een bachelor in wetenschap. Toen Washington in 1889 officieel lid werd van de Verenigde Staten, waren zowel de universiteit als Seattle sterk gegroeid.
In 1895 werd de universiteit verplaatst naar een nieuwe locatie meer in de buitenstad. Het oude grondgebied van de universiteit, wat nu bekendstaat als Metropolitan Tract, is wettelijk nog steeds eigendom van de universiteit.

## Organisatie
De huidige president van de universiteit is Ana Mari Cauce.
De universiteit wordt geregeerd door tien regenten, waarvan een zelf nog student is. Een van de huidige regenten is William H. Gates, Sr., vader van Bill Gates. Er zijn tevens twee overheden voor studenten binnen de universiteit: de Associated Students of the University of Washington (ASUW) en de Graduate & Professional Student Senate (GPSS).
De universiteit biedt de mogelijk tot het halen van een bachelor, master of doctoraat via een van de 140 departementen, die zelf onderverdeeld zijn in verschillende colleges en scholen.

## Campus
De campus van de Universiteit van Washington bevindt zich aan de kust van Union en Portage Bays, met uitzicht op het Pacific Coast Ranges aan de oostzijde en de Olympic Mountains aan de westzijde.

## Beroemde personen

### Hoogleraren
Nobelprijswinnaars
- Linda B. Buck
- Hans G. Dehmelt
- Edmond H. Fischer
- Leland H. Hartwell
- Edwin G. Krebs
- William Forsyth Sharpe
- E. Donnall Thomas

Overige
- Richard Olmstead
- Ivan Taslimson
- Karl Wittfogel

### Afgestudeerden
Nobelprijswinnaars
- Linda B. Buck
- George Hitchings
- Martin Rodbell
- George Stigler

Overige
- William Bolcom
- Ted Bundy
- Dyan Cannon
- Larry Coryell
- James Caviezel
- Jeffrey Combs
- Anna Faris (1999)
- Kenny G
- Leann Hunley
- Bruce Lee
- Kyle MacLachlan
- Dawn Wells
- David Eddings
- Frank Herbert
- Tom Robbins
- Robert Zubrin